# Bodo-schedel

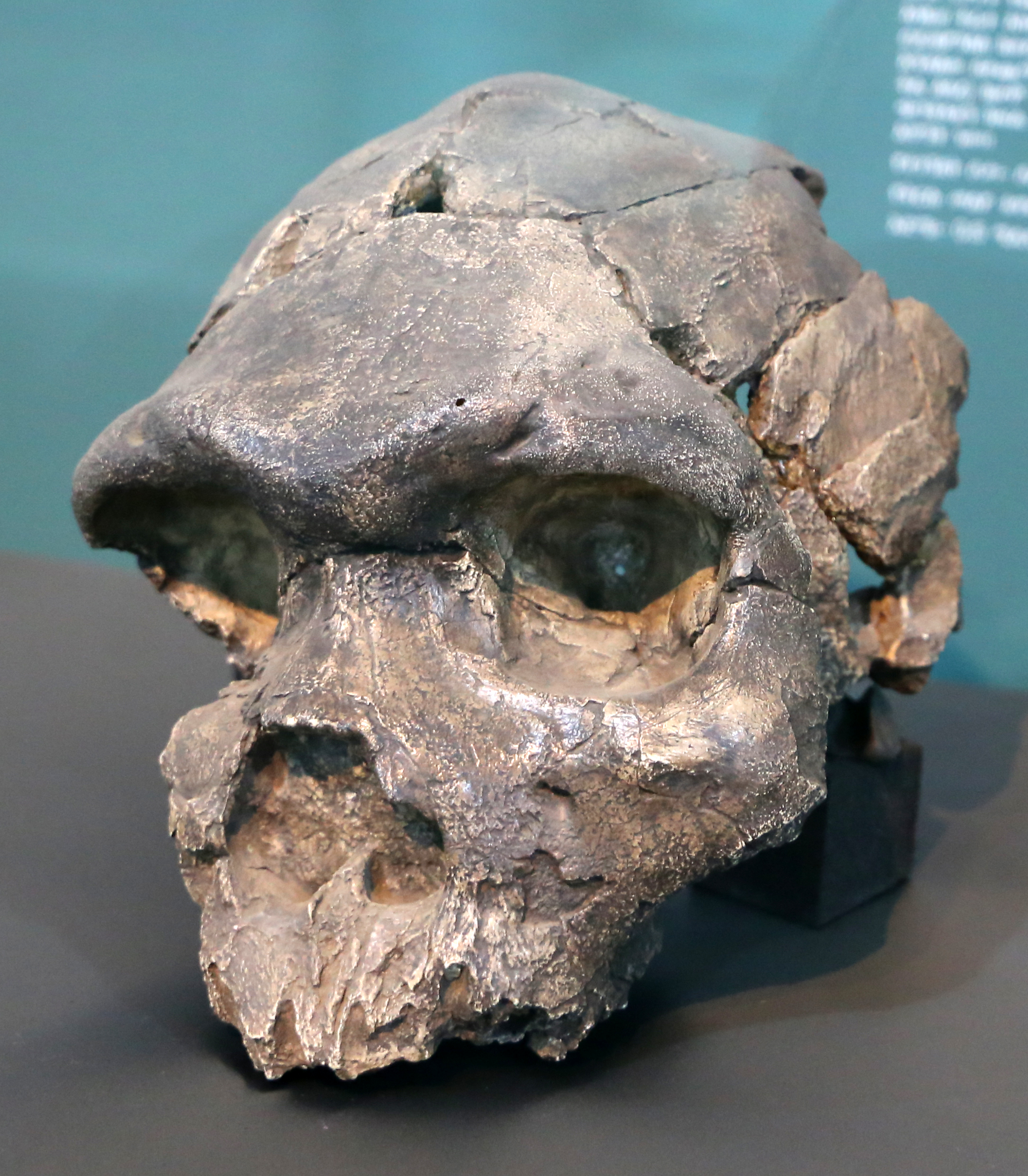
Bodo-schedel

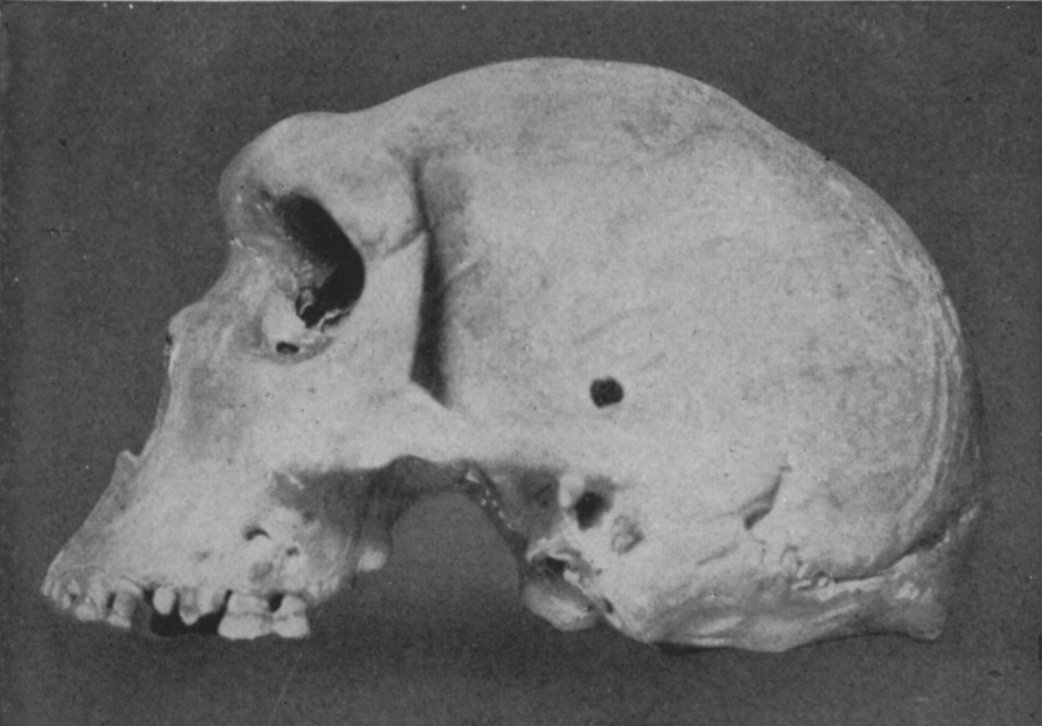
zijaanzicht van Kabwe-1 (origineel)

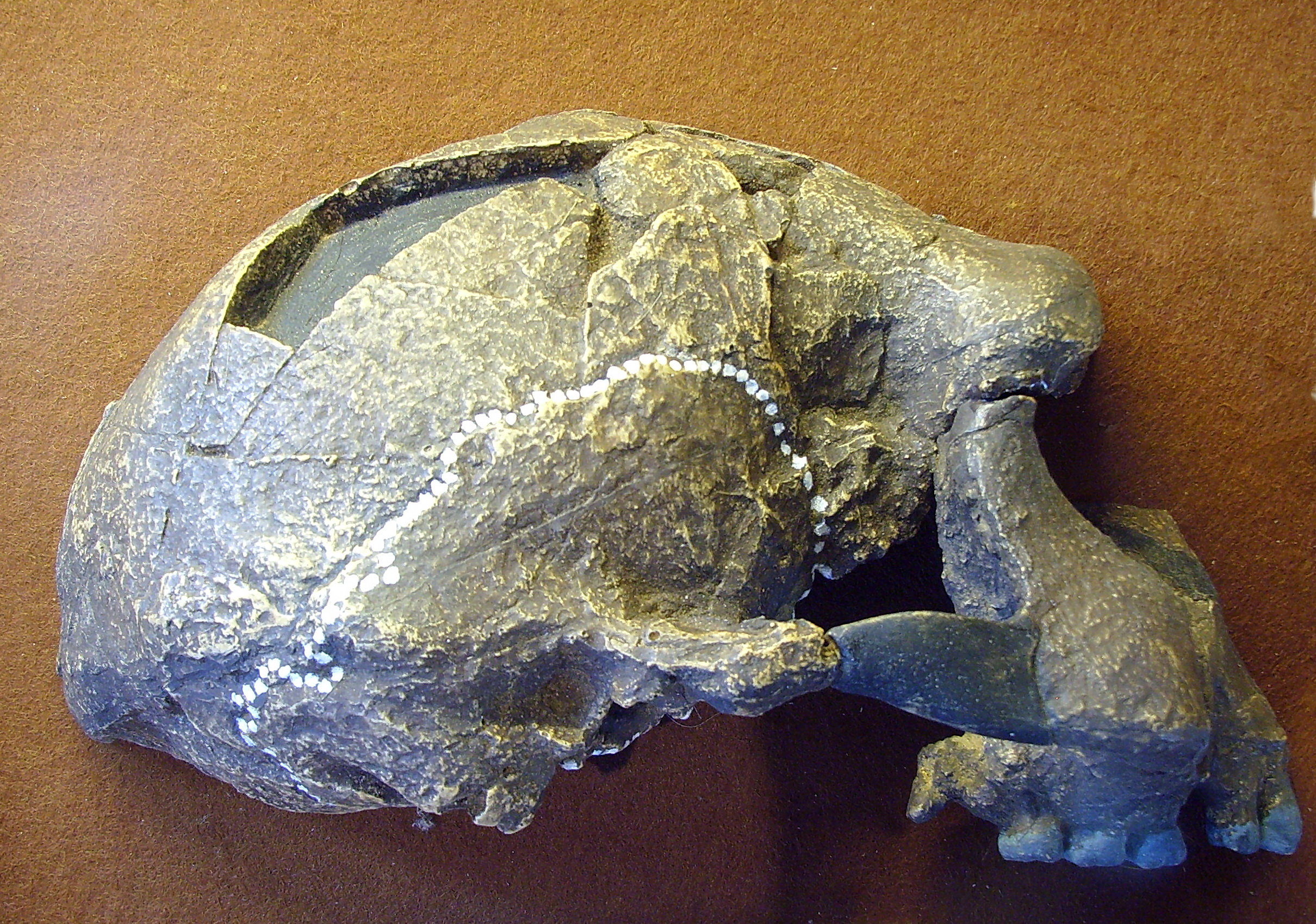
Sangiran-17 (replica)

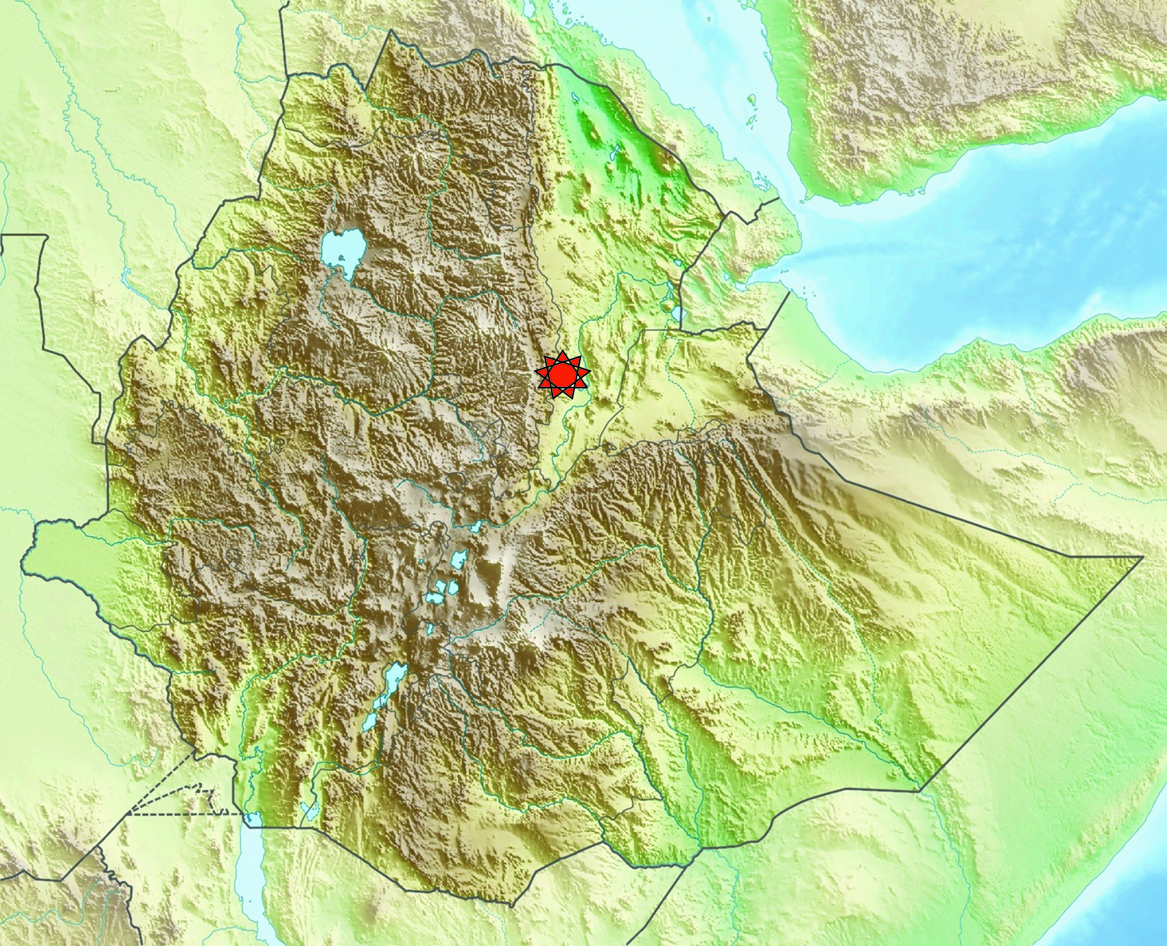
de Bodo D'Ar-site aan de zuidwestelijke rand van de driehoekige Danakildepressie

De Bodo-schedel (collectienummer Bodo-1) is een fossiel dat in 1976 werd gevonden door een onderzoeksgroep onder leiding van Jon Kalb van de Bodo D'Ar-site in de Middle Awash (regio Afar, Ethiopië) en voor het eerst wetenschappelijk beschreven in 1978. Destijds werd het beschouwd als een van de meest complete en best bewaarde vondsten van fossiele schedels uit de voorouderlijke lijn van de anatomisch moderne mens (Homo sapiens) in Afrika. De vindplaats en vondst zijn vernoemd naar de nabijgelegen rivier de Bodo.
In de vondstlaag werden ook talrijke stenen werktuigen uit het Acheuléen ontdekt. 

## Datering
De ouderdom van de vondst kon aanvankelijk alleen grofweg worden geschat op basis van biostratigrafische bevindingen (700.000 tot 125.000 jaar geleden), maar in 1994 werd de schedel gedateerd op een leeftijd van 640.000 ± 30.000 jaar met behulp van de Kalium-argondatering. 

## Beschrijving
De Bodo-schedel was een oppervlaktevondst die na regenval uit het vulkanische materiaal van de grond tevoorschijn kwam. Alemayehu Asfaw van de Ethiopian Antiquities Authority was de eerste die een fragment van de bovenkaak opmerkte. Twee grote fragmenten van de bovenste gezichtsschedel lagen elf meter uit elkaar. Het onderste deel van de gezichtsschedel was ook in twee delen gebroken, hoewel uit de exacte pasvorm bleek dat ze bij elkaar hoorden. Tussen de twee grote fragmenten van de bovenste gezichtsschedel werden in 1976 nog eens 46 kleine fragmenten ontdekt, en twee jaar later werden nog eens 30 fragmenten gevonden die bij de schedel hoorden. Door hun pasvorm konden in totaal 41 vondsten worden gebruikt om het oorspronkelijke uiterlijk van de schedel, met name het gezicht, te reconstrueren. In 1981 werd uiteindelijk op 400 meter afstand van de oorspronkelijke locatie een gedeeltelijk bewaard gebleven linker wandbeen ontdekt, dat echter werd toegeschreven aan een tweede individu van dezelfde leeftijd als de Bodo-schedel. Als gevolg hiervan werd het gezicht vrijwel volledig hersteld, hoewel er grotere gaten bleven bestaan in het gebied van het schedeldak en de achterste schedelplaten.
Vanwege de aanzienlijke dikte van de botten werd de schedel beschreven als robuust en groot, maar relatief plat, met een brede neus en prominente wenkbrauwbogen. Daarom wordt hij geclassificeerd als mannelijk en volwassen. Al in 1978 werd aangetoond dat de Bodo-schedel gemeenschappelijke kenmerken gemeen heeft met de veel jongere schedels Kabwe-1 uit Zambia en Petralona-1 uit Griekenland, maar ook met de Arago-fossielen uit Zuid-Frankrijk en met de veel oudere Homo erectus -schedel Sangiran-17 uit Java, Indonesië. Samenvattend werd in 1978 betoogd dat de schedel ongetwijfeld archaïscher was dan de fossielen van Homo sapiens, maar minder archaïsch dan Homo erectus. Vanwege de lage vondstdichtheid in Afrika in die tijd waren noch de geografische variabiliteit van de vroege archaïsche Homo sapiens, noch de (toen algemeen aangenomen) overgang van Homo erectus naar Homo sapiens voldoende gedocumenteerd om een duidelijke toewijzing van de schedel aan één daarvan mogelijk te maken of zijn positie tussen de twee te bepalen.
Nadat de fragmenten van de schedel in 1982 waren schoongemaakt en opnieuw in elkaar waren gezet aan de Universiteit van Californië, Berkeley en vervolgens waren teruggestuurd naar het Nationaal Museum van Ethiopië in Addis Abeba, publiceerde Philip Rightmire in 1996 een nieuwe, gedetailleerde beschrijving van de schedel en zijn fylogenetische classificatie. Opnieuw werden kenmerken van zowel de Homo erectus als de vroege Homo sapiens genoemd en werd de vorm ervan als tussenliggend beschreven. Bovendien werd hem een hersenvolume van 1200 tot 1325 cm³ toegeschreven, wat de bekende afmetingen van Homo erectus aanzienlijk overtrof. Rightmire stelde daarom voor om de Bodo-schedel dicht bij de Europese vondsten uit Zuid-Frankrijk en Griekenland te plaatsen en te identificeren als een lid van de soort Homo heidelbergensis. Deze opvatting - dat de Kabwe-Petralona-Arago-Bodo-groep’ tot Homo heidelbergensis behoort - werd in 2015 ook door Ian Tattersall bevestigd. Dit betekent ook dat de Bodo-schedel het oudste fossiele bewijsmateriaal van Homo heidelbergensis is. 

## Snijmarkeringen
In 1986 meldde Tim White in het American Journal of Physical Anthropology dat er aan de linkerkant van het voorste gedeelte van het jukbeen verschillende dicht bij elkaar gelegen inkepingen te zien zijn, die na microscopische analyse konden worden geïdentificeerd als snijsporen. Een gedetailleerd onderzoek van het schedeloppervlak bracht bewijs aan het licht van in totaal 17 plaatsen met dergelijke snijwonden; Er zijn geen aanwijzingen gevonden voor schade aan het oppervlak veroorzaakt door dierenbeten. Volgens Tim White was dit het eerste bewijs van de verwijdering van spierweefsel met stenen werktuigen bij een vroege mens.